# Otus madagascariensis
El autillo de Madagascar  (Otus madagascariensis) es una especie de ave estrigiforme de la familia Strigidae. Habita en bosques secos de Madagascar.

## Distribución
La especie está muy extendida en el oeste de Madagascar, pero los límites de su distribución son inciertos, ya que su área de distribución se superpone con la del autillo malgache (Otus rutilus) con el que ha sido considerado de la misma especie.